# Company builders
Company builders, określane także jako fabryki startupów lub venture builders – przedsiębiorstwa specjalizujące się w tworzeniu startupów. Skupiają zespoły ekspertów: inwestorów seed, marketingowców, prawników, project managerów, programistów czy specjalistów HR. Takie działanie ma na celu zmniejszenie ryzyka związanego z budowaniem nowego biznesu.
Pomysł na company builders pochodzi z Doliny Krzemowej, a do najbardziej znanych międzynarodowych przedstawicieli należą Betaworks (twórcy Bitly i Giphy), Obvious Corporations (twórcy Twittera) i niemiecki Rocket Internet (twórcy m.in. Zalando). 